# Hajtung
Hajtung (egyszerűsített kínai írással: 海东市, pinjin: Hǎidōng shì) prefektúra szintű város Kínában, Csinghaj tartományban. Lakosainak száma 1 358 471 fő (2020).

## Népesség
| 2010 | 1 396 845 |
| 2020 | 1 358 471 |